# Кукулин, Илья Владимирович
Илья́ Влади́мирович Куку́лин (род. 28 января 1969, Москва) — российский литературовед, литературный критик, поэт. 

## Биография
Сын физика Владимира Кукулина.
Окончил факультет психологии МГУ, затем учился в аспирантуре филологического факультета РГГУ (научный руководитель М. Л. Гаспаров). Кандидат филологических наук (1997, диссертация «Эволюция взаимодействия автора и текста в творчестве Д. И. Хармса»).
В 2011 обучался в Академии повышения квалификации и профессиональной переподготовки работников образования РФ, прослушав курс «Совершенствование коммуникативной компетенции преподавателя вуза».
С 1995 г. публиковал критические статьи в журналах «Знамя», «Октябрь», «Дружба народов» и др. В 1997—2003 гг. постоянный автор бюллетеня «Литературная жизнь Москвы», в 2000—2002 гг. сотрудник газеты «ExLibris — НГ». В 2002—2009 г. сотрудник редакции журнала «Новое литературное обозрение», редактор отдела «Практика» (современная литература и культура). В 2009—2012 годах — преподаватель Московского гуманитарного педагогического института, с 2009 по 2022 годы — доцент Национального исследовательского университета — Высшей школы экономики, с 2013 по 2022 годы — научный сотрудник Центра изучения истории и социологии Второй Мировой войны и её последствий в составе НИУ ВШЭ (1 июля 2021 года Международный центр истории и социологии Второй Мировой войны и её последствий НИУ ВШЭ был реорганизован в Институт советской и постсоветской истории НИУ ВШЭ (ИСПИ)).
В 2012-2021 гг. признавался лучшим преподавателем ВШЭ.
В марте 2022 года уехал из России, уволившись из НИУ ВШЭ.
Член редколлегии, с 2006 г. главный редактор сетевого литературного журнала TextOnly. В 2009—2010 годах — колумнист сетевого издания «OpenSpace.ru», в 2010 году в соавторстве с Марией Майофис вёл колонку на сайте «Ab Imperio» (net.abimperio.net).
Лауреат стипендии Академии Российской современной словесности для молодых литераторов (2002).
В 2015 г. удостоен Премии Андрея Белого в номинации «Гуманитарные исследования» за монографию  «Машины зашумевшего времени: как советский монтаж стал методом неофициальной культуры».
В 2019 г. к 50-летию Кукулина был выпущен сборник «Приношение Илье Кукулину», в состав которого вошли стихотворения 62 поэтов, о которых ему прежде случалось писать как критику и исследователю; в дополнение к стихам авторы сборника короткими заметками рисуют портрет героя книги. Одновременно вышел сборник его статей о русской поэзии «Прорыв к невозможной связи», в котором, по словам Ольги Балла, «прослеживая историю русского поэтического самосознания, Кукулин вписывает отечественную литературную работу на всех её этапах, включая советские, в глубокие исторические и в широкие мировые контексты».
В 2020 г. удостоен литературной премии «Поэзия» в номинации «Критика» за работу Интернет и гетерохронность современной русской поэзии.
В 2019 и 2020 гг. номинировался на премию Неистовый Виссарион, в 2020ом стал лауреатом этой премии.

## Общественная позиция
В феврале 2022 подписал открытое письмо российских учёных и научных журналистов с осуждением вторжения России на Украину и призывом вывести российские войска с украинской территории.

## Книги
Стихи Кукулина переводились на английский, итальянский, албанский, сербский и грузинский, а статьи — на английский, немецкий, французский, китайский, литовский и армянский языки.

### Научные издания
- Антропология революции / Науч. ред.: И. Прохорова, А. Дмитриев, И. В. Кукулин, М. Майофис. М.: Новое литературное обозрение, 2009. Вып. 76. ISBN 978-5-86793-694-5
- Там, внутри: практики внутренней колонизации в культурной истории России / Сост. И. В. Кукулин, Д. Уффельман, А. М. Эткинд. — М.: Новое литературное обозрение, 2012.
- Русская литература XX века: 1930-е — середина 1950-х годов: учебник. В 2 т. / Под ред. Н. Л. Лейдермана, М. Н. Липовецкого. М.: Academia, 2014. В 2 т. (2 главы)
- Острова утопии: педагогическое и социальное проектирование послевоенной школы (1940—1980-е) / Сост.: П. А. Сафронов, И. В. Кукулин, М. Л. Майофис. М.: Новое литературное обозрение, 2015.
- Кукулин И. В. Машины зашумевшего времени: как советский монтаж стал методом неофициальной культуры. М.: Новое литературное обозрение, 2015. 536 с. ISBN 978-5-4448-0245-8
- Кукулин И. В. Прорыв к невозможной связи: Статьи о русской поэзии. Екб.: Кабинетный учёный, 2019. 696 с. ISBN 978-5-7584-0384-6
- Кукулин И. В., Липовецкий М. Н. Партизанский логос: Проект Дмитрия Александровича Пригова. М.: Новое литературное обозрение, 2022. 704 с. ISBN 978-5-4448-1727-8

### Сборники стихов
- Кукулин И. Бейдевинд. Стихотворения 1988—2009 годов. М.: АРГО-РИСК; Книжное обозрение, 2009. ISBN 5-86856-192-9
- Кукулин И. Парабасис. Стихотворения 1989–2020 годов. Екб.: Кабинетный ученый, 2021. ISBN 978-5-7584-0595-6

## Премии и награды
- Лауреат стипендии Академии Российской современной словесности для молодых литераторов (2002)
- Лауреат Премии Андрея Белого в номинации «Гуманитарные исследования» (2015)
- Лауреат премии «Поэзия» в номинации «Критика» (2021)